# Noa Essengue
Noa Essengue (Orléans, 18 dicembre 2006) è un cestista francese, professionista nella NBA con i Chicago Bulls.

## Carriera

### Squadra
Nel 2025 è stato selezionato al Draft NBA con la dodicesima scelta assoluta dai Chicago Bulls.

### Nazionale
Ha debuttato con la nazionale francese il 21 novembre 2024, nella partita di qualificazione all'Europeo del 2025 vinta per 75-59 contro Cipro.